# سرودهای جشنواره ایزیس و نفتیس
سرودهای جشنواره ایزیس و نفتیس اثری منظوم در ادبیات مصر باستان است که نویسنده آن ناشناخته است. این سرودها احتمالاً کهن‌تر از دودمان بیست و ششم نیستند. عنوان این سروده‌ها «اشعار جشنواره دو زِرتی» است و پاپیروسی به عنوان مدرک به ما می‌گوید که قرار بوده این اشعار توسط دو دختر دوشیزه در معبد اوزیریس به مناسبت جشنواره‌ای که هرساله که به مدت پنج روز در ماه چهارم فصل کاشت برگزار می‌شد، خوانده شود. این اشعار مربوط به کشته شدن اوزیریس توسط ست و به هم متصل کردن بدن اوزیریس توسط ایزیس و نفتیس است.

## تفاوت در نسخه‌های و خوانش‌ متون
مدارکی در متن وجود دارد که نشان می‌دهد نسخه‌های دیگری از این سرودها نیز وجود داشته و این سروده به اندازه‌ای قدیمی بوده است که امکان ایجاد خوانش‌های مختلف را فراهم کند. این متن به همراه « دعاهای سِکِر» که در ادامه می‌آید و شامل چهار ستون عمودی است، بیست و یکمین ستون افقی از سی و سه ستون شعر، کل فضای برگه‌ی پاپیروس را اشغال می‌کند.
دومین قطعه از شعر که قرار بود پس از اشعار جشنواره خوانده شود، از سه قسمت تشکیل شده است:
1. دعا برای خدای خورشید (رع)
2. خوانش شعر از زبان ایزیس
3. دعایی برای هاثور

## مرثیه‌های ایزیس و نفتیس
یک پاپیروس به خط هیروگلیف هیراتیک (مربوط به سال ۳۰۵  پیش از میلاد) در برلین حاوی اثری بسیار شبیه به «سرودهای جشنواره ایزیس و نفتیس» است. این اثر توسط آر. او. فالکنر از هیروگلیف به انگلیسی ترجمه شده و عنوان آن « مرثیه‌های ایزیس و نفتیس» است.